# Phantasy Star Adventure
Phantasy Star Adventure (ファンタシースターアドベンチャー, Fantashī Sutā Adobenchâ) est un jeu de rôle/aventure de Sega sorti (seulement au Japon) en 1992 sur Game Gear. 
Il s'agit d'un des deux épisodes de la série Phantasy Star sorti sur GameGear.
L'histoire se déroule entre Phantasy Star et Phantasy Star II.

## Système de jeu

### Généralités
L’histoire se déroule avant Phantasy Star II, mais dans un passé assez proche.
L’académie de Motavia est envahie par des monstres et le joueur dirige un agent de Paseo, capitale de la planète, et doit découvrir ce qui s'est passé. Le jeu se passe sur les planètes Motavia et Dezoris du Système d'Algol.
Le jeu fait partie d'une catégorie de RPG plutôt répandue au Japon : le Text RPG[réf. nécessaire]. C'est-à-dire que le jeu fonctionne sur une série de textes et d’écrans fixes, complétés de nombreux dialogues et d'un menu assez riche, mais aussi à quelques combats peu nombreux. Le joueur ne se déplace pas en liberté, mais uniquement via le menu.
D'ailleurs, le gameplay est fortement inspiré de huit jeux qui étaient téléchargeables sur le Sega Meganet dont les titres font partie d'une série nommée Phantasy Star II: Text Adventure.

### L'écran de jeu
L'écran de jeu est partagé en trois parties :
- Sur la gauche de l’écran vous voyez les images du jeu
- Sur la droite, on a le menu. Dans ce dernier on y trouve les fonctions suivantes : Se déplacer, Observer, Discuter, Prendre, Utiliser, Laisser et Système.
- En bas de l’écran, la zone de dialogue.

Concernant les commandes, celle pour se déplacer permet de passer d'un écran à un autre. Sur chaque écran, le joueur a la possibilité d'utiliser les autres commandes comme Observer ou Discuter. À tout moment il peut afficher une carte pour connaître sa position, mais celle-ci est très élémentaire car composée uniquement de carrés et de traits sans images.
L’écran de statut contient que deux statistiques concernant le héros: HP et MST. HP correspond à votre vie qui peut monter jusqu’à 50 au maximum et MST, ce sont les mesetas, la monnaie du jeu.
Le héros conserve le même level durant tout le jeu.
La cartouche ne contenant pas de pile de sauvegarde, il y a un système de mots de passe. Cela dit, le jeu reste assez court.

### Le système de combat
Peu d’options sont disponibles à l'écran durant les combats. Le joueur peut choisir de tenter de fuir ou d'attaquer, ou alors d'utiliser un objet de récupération (un Monomate ou un Soda de Dezoris).  Au moment d'attaquer, un dé apparaît et décide du niveau de dommage de l'attaque entre 1 et 6. Quand c'est au tour de l’ennemi d'attaquer, un dé apparaît également. Si l'arme du héros est d’un niveau supérieur à celui de l’ennemi, ce sont deux dés qui apparaîtront. Il aura alors un niveau d’attaque compris entre 1 et 12.

## Trame
Année interstellaire 1268...
Un agent de Paseo, capitale de la planète Motavia, a reçu une lettre de son ami et scientifique Ken Miller. Ce dernier vit sur la planète Dezoris. Ken Miller dit dans sa lettre qu’il a fait la plus grande création du siècle et aimerait le voir. Sur ces mots, le héros décide de prendre quelques vacances et d’en profiter pour se rendre à Carsonville sur Dezoris, où vit son ami.
Une fois dans ses appartements, il fait la rencontre de Lila, la jeune sœur de Ken Miller. Celle-ci lui donne de l’argent pour qu’il puisse s’acheter ce dont il a besoin. Sûrement un présent de son ami. Le héros rencontre ce dernier au labo et a l’air bien fatigué. Après lui avoir offert un Soda, il récupère enfin ses forces et il explique la situation. L’invention de Ken Muller est un Renforceur ! Cette invention permet de doubler l’habilité et la force des Palmians, les habitants de la planète Palma, dont notre héros et Miller sont originaires.
Le héros part ensuite en ville faire un tour. La planète Dézoris étant très éloignée de son étoile, il y règne un froid assez terrible. Les villes sont enveloppées dans une sorte de bulle protectrice.
De retour au labo, Lila attrape le bras du héros et lui dit que son frère, Miller, a été enlevé et que sa machine a été volée. Le ravisseur est un institut du nom de Baron Labs qui voulait acheter l’invention de Miller. Bien sûr, ce laborantin  connaissait les risques et a refusé de leur vendre, mais il a été malheureusement capturé. L’agent de Paseo doit maintenant voler à son secours.

## Portage
Le jeu est disponible sur la compilation Phantasy Star Complete Collection, après avoir fait une manipulation bien précise à l'écran de titre. Il s'agit d'un jeu caché.

## Accueil
- Famitsu : 21/40[1]